# Werschen (Hohenmölsen)
Werschen ist ein Ortsteil der Stadt Hohenmölsen im Burgenlandkreis in Sachsen-Anhalt. Er liegt 3 km südwestlich vom Kernbereich von Hohenmölsen.

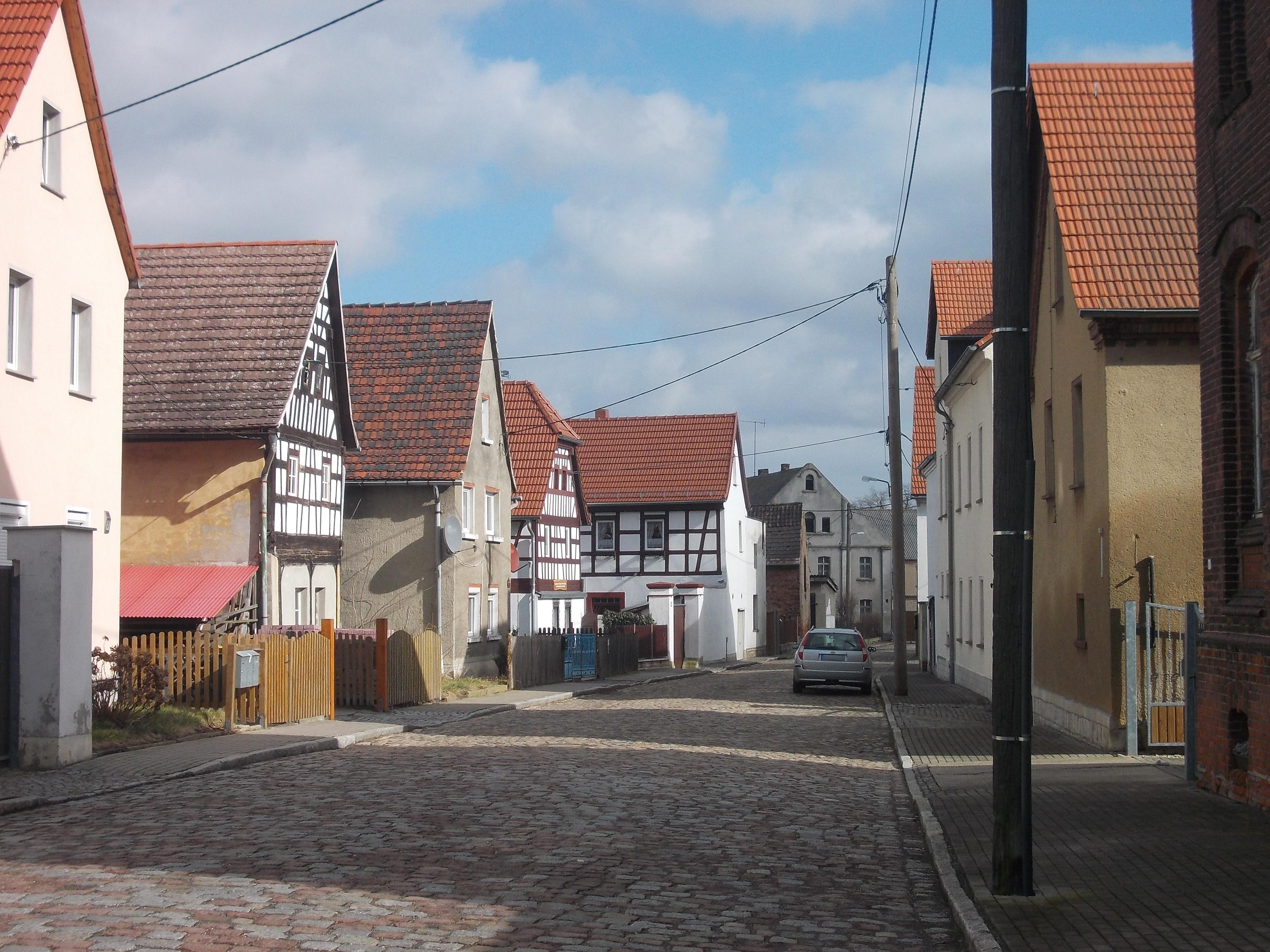
Kirchgasse in Unterwerschen

## Geschichte
Am 1. Januar 2003 wurden die bis dahin selbstständigen Gemeinden Werschen und Webau in die Stadt Hohenmölsen eingemeindet.

## Verkehr
Werschen liegt an der L 190. Die B 91 verläuft am westlichen Ortsrand. Die A 9 verläuft 6 km entfernt nordwestlich. 